# Herz Jesu (Karpacz)

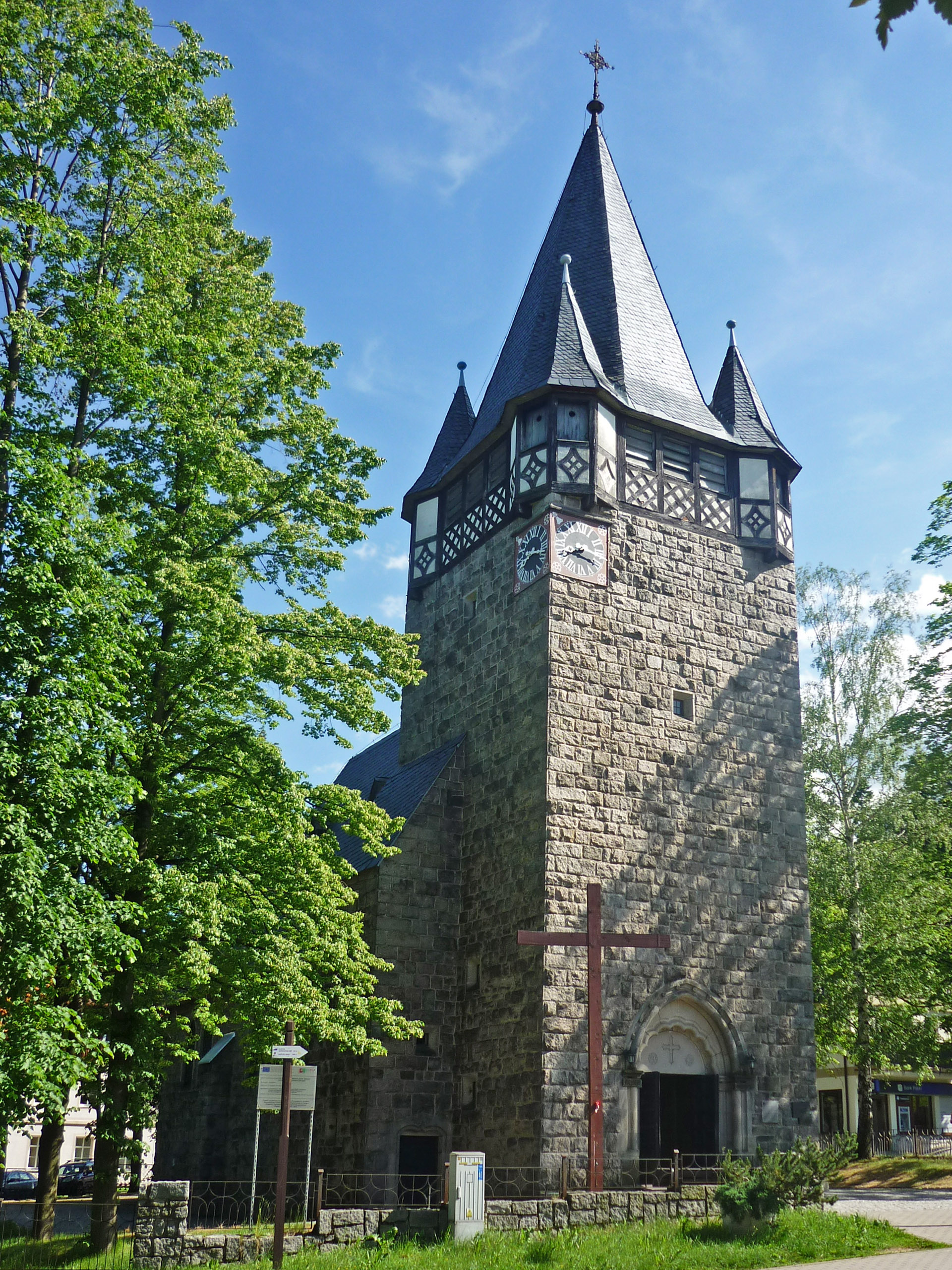
Herz-Jesu-Kirche in Karpacz

Die römisch-katholische Herz-Jesu-Kirche (polnisch Kościół Najświętszego Serca Pana Jezusa) in Karpacz (deutsch Krummhübel) im Powiat Jeleniogórski der Woiwodschaft Niederschlesien in Polen, wurde 1907–1908 als evangelische Kirche errichtet. Sie steht als Kulturdenkmal unter Denkmalschutz.

## Geschichte
Die Kirche wurde aus Spendengeldern und mit finanzieller Unterstützung durch das Königreich Preußen nach einem von Kaiser Wilhelm II. befürworteten Entwurf aus der staatlichen Bauverwaltung in Berlin erbaut. Die Grundsteinlegung fand am 4. August 1907 statt, am 13. September 1908 konnte die Kirche feierlich eingeweiht werden. Sie wurde nach 1945, als die evangelische deutsche Gemeinde infolge des Zweiten Weltkriegs vertrieben war, von der polnischen katholischen Gemeinde übernommen und dem Herz Jesu geweiht.

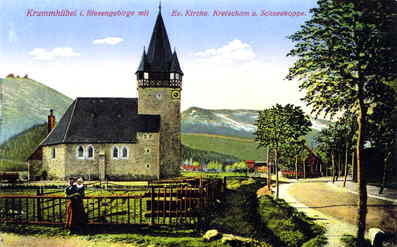
Ansichtskarte der evangelischen Kirche in Krummhübel (1908)
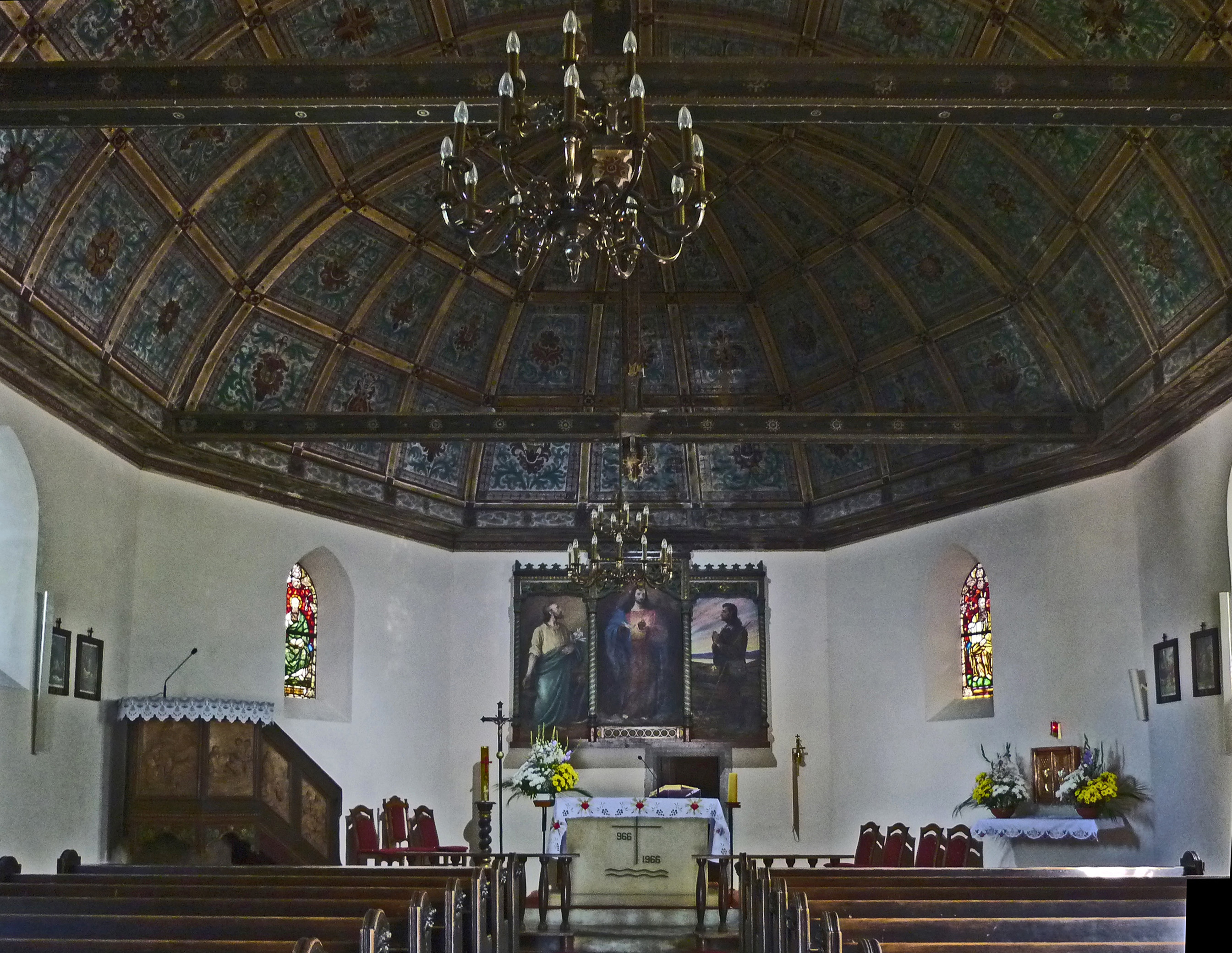
Innenansicht der katholischen Herz-Jesu-Kirche(2016)